# Winaq
Le Mouvement politique Winaq (en espagnol : Movimiento Político Winaq) — appelé couramment Winaq — est un parti politique guatémaltèque indigéniste de centre gauche fondé par la figure indigène et prix Nobel de la paix en 1992 Rigoberta Menchú.

## Histoire

### Formation et premiers résultats
Aux élections générales de 2007, le comité de pro-formation de Winaq participe avec le parti Rassemblement pour le Guatemala, nommant Rigoberta Menchú comme candidate à la présidence. L'alliance se positionne à la septième place à l'issue du scrutin. L'alliance réalise un score légèrement meilleur aux élections législatives en rassemblant 6,18% des suffrages et 4 sièges. En 2008, le parti obtient finalement suffisamment d'adhérents pour s'enregistrer en tant que parti légal, ce qui est salué par le Guatemala Times comme « l'une des étapes les plus importantes jamais franchies par un leader politique maya au Guatemala ».

### Entrer dans la coalition du Front large de la gauche
Lors des élections générales de 2011, la gauche guatémaltèque se rassemble dans une alliance appelée Front large, composée des partis politiques Unité révolutionnaire nationale guatémaltèque (URNG-MAIZ), l'Alternative à la nouvelle nation (en) (ANN), Winaq et du comité pro-formation du Mouvement nouvelle République (es) (MNR). Rigoberta Menchú est unanimement proclamée candidate à la présidence et Anibal García candidat à la vice-présidence. Ils obtiennent environ 3 % des voix. Le parti se positionne dans l'opposition au gouvernement d'Otto Pérez Molina et joue un rôle de premier plan dans sa démission éventuelle, lorsque le membre du Congrès Amilcar Pop intente un procès contre Molina le 24 avril 2015. En retour, le député du Congrès reçoit des multiples menaces de mort pour son travail de lutte contre la corruption à la législature.
La coalition est maintenue pour les élections générales de 2015, au cours desquelles le parti se présente avec Miguel Ángel Sandoval et Mario Ellintong comme président et vice-président respectivement, obtenant environ 2 % des voix. Lors des élections législatives, l'alliance gagne des voix et recueille 4,36 % des suffrages, mais perd 3 députés au Congrès.

### Division de la coalition
Avant les élections de 2019, l'alliance se sépare, forçant Winaq à se présenter seul. Malgré cela, le parti rassemble 3,51 % des voix, ce qui lui permet d'obtenir quatre sièges au Congrès. Son ticket présidentiel avec Manuel Villacorta à sa tête et Izabel Hernández à la vice-présidente atteint le meilleur résultat de l'histoire du parti, arrivant sixième avec 5,27 % des voix. Au cours de sa campagne présidentielle, Villacorta se concentre sur la corruption, la lutte contre la pauvreté par la redistribution des richesses et le développement des infrastructures. Après les élections, le parti s'oppose largement au gouvernement d'Alejandro Giammattei et soutient les manifestations minières qui ont eu lieu à El Estor depuis octobre 2021.

### Restauration d'une alliance de gauche
Le 7 juin 2022, la direction du parti publie une déclaration, en accord avec l'appel de Miguel Ángel Sandoval en faveur d'une nouvelle coalition de forces de gauche qui puisse défier les forces gouvernementales actuelles. Étant donné que la loi électorale actuelle favorise les petits partis, il n'est alors pas décidé quelle forme prendra cette nouvelle alliance. Fin janvier, URNG et Winaq rendent publique leur alliance renouvelée et désigne Amílcar Pop et Mónica Enríquez en candidat à la présidentielle pour les prochaines élections. Les partis prévoient également d'impliquer Semilla dans leurs efforts pour remporter la mairie de Guatemala.

## Idéologie
Dans un document de travail d'un séminaire organisé par la FLACSO du Guatemala et la Fondation Friedrich-Ebert écrit en 2007, il est conclu que le Winaq à une position idéologique ambiguë, essayant de combiner des intérêts contradictoires. Plus tard, après s'être engagé dans une alliance avec d'autres partis de gauche, le parti développe une perspective à gauche plus prononcée avec des penchants écosocialistes,. Le parti est connu pour son activisme politique visant à interdire les projets d'infrastructure qui menacent les biens naturels, en particulier les rivières et la qualité de l'eau.

## Résultats électoraux

### Élections présidentielles
| Année | Candidats             | Candidats                | Premier tour | Premier tour | Second tour | Second tour | Statut  |
| Année | Président             | Vice-président           | Voix         | %            | Voix        | %           | Statut  |
| ----- | --------------------- | ------------------------ | ------------ | ------------ | ----------- | ----------- | ------- |
| 2007  | Rigoberta Menchú      | Luis Fernando Montenegro | 100 365      | 3,06         |             |             | Non élu |
| 2011  | Rigoberta Menchú      | Aníbal García            | 145 080      | 3,26         | Non élu     |             |         |
| 2015  | Miguel Ángel Sandoval | Mario Ellintong          | 101 347      | 2,11         | Non élu     |             |         |
| 2019  | Manuel Villacorta     | Izabel Hernández         | 229 362      | 5,24         | Non élu     |             |         |
| 2023  | Amílcar Pop           | Mónica Enríquez          | 86 876       | 2,09         | Non élu     |             |         |

### Élections législatives
| Année | Liste nationale | Liste nationale | Districts | Districts | Sièges  | +/-           |
| Année | Voix            | %               | Voix      | %         | Sièges  | +/-           |
| ----- | --------------- | --------------- | --------- | --------- | ------- | ------------- |
| 2007  | 194 809         | 6,18            | 135 934   | 4,27      | 4 / 158 | Nv            |
| 2011  | 143 238         | 3,27            | 50 307    | 1,14      | 1 / 158 | 3             |
| 2015  | 198 715         | 4,36            | 45 731    | 0,98      | 1 / 158 | en stagnation |
| 2019  | 141 252         | 3,51            | 144 314   | 3,44      | 4 / 160 | 3             |
| 2023  | 133 694         | 3,21            | 76 137    | 1,70      | 4 / 160 | en stagnation |